# Black Lining
Black Lining pierwszy solowy album Laurie Mayer.

## Lista utworów
1. „Flung”
2. „Low Floating Territory”
3. „Breathe, You Theomorph”
4. „Black Lining”
5. „Thundercloud”
6. „Jagged Rain”
7. „Never Will I Leave You”
8. „Leviticus”
9. „Low Floating Variation (William Orbit mix)”
10. „Flung Variation (William Orbit mix)”